# Marloffstein
Marloffstein település Németországban, azon belül Bajorországban. Lakosainak száma 1555 fő (2023. december 31.).

## Népesség
A település népessége az elmúlt években az alábbi módon változott:
| Lakosok száma | 1083 | 798  | 1546 | 1551 | 1575 | 1561 | 1556 | 1561 | 1573 | 1555 |
|               | 1970 | 1975 | 2011 | 2012 | 2014 | 2015 | 2017 | 2019 | 2022 | 2023 |